# تنو (شیلی)
تنو (به اسپانیایی: Teno) یک شهرستان در شیلی است که در استان کوریکو واقع شده‌است. تنو ۶۱۸٫۴ کیلومتر مربع مساحت و ۲۷٬۵۳۲ نفر جمعیت دارد و ۲۵۲ متر بالاتر از سطح دریا واقع شده‌است.